# William Hooker (botànic)
Sir William Jackson Hooker, FRS (Norwich, 6 de juliol de 1785 - Richmond upon Thames, 12 d'agost de 1865) va ser un botànic i il·lustrador botànic anglès. Va tenir el lloc de treball de Regius Professor de Botànica a la Universitat de Glasgow, i va ser Director del Royal Botanic Gardens, Kew. Va ser amic i va tenir l'ajuda de Sir Joseph Banks per als seus treballs de recollit i organitzar les plantes. El seu fill, Joseph Dalton Hooker, el succeí en la direcció dels Kew Gardens.

## Biografia
Hooker nasqué a Norwich. Va estudiar també història natural, especialment ornitologia i entomologia. Es va interessar per la botànica sota la recomanació de Sir James Edward Smith.
La primera expedició botànica de Hooker va ser a Islàndia, l'any 1809. Va escriure un Tour in Iceland, 1809, reimprès l'any 1813.
El 1810–1811 intentà acompanyar Sir Robert Brownrigg a Sri Lanka, però per motius polítics el viatge va ser suspès. El 1814 va passar 9 mesos herboritzant a França, Suïssa i nord d'Itàlia. l'any següent es casà amb Maria Dawson Turner, filla del banquer Dawson Turner i cunyada de Francis Palgrave.
Estant a Halesworth, Suffolk, es dedicà a formar el seu herbari, que va tenir renom mundial entre els botànics. L'any 1816 va publicar el seu primer treball científic,British Jungermanniae. Li seguí una nova edició de la Flora Londinensis, de William Curtis (1817–1828); amb la descripció de Plantae cryptogamicae d'Alexander von Humboldt i Aimé Bonpland; per la Muscologia, de molses del Regne Unit i Irlanda, preparada junt amb Thomas Taylor (1818); i pel seu Musci exotici (2 volums., 1818–1820).
El 1821 va escriure Flora Scotica. El 1815, va ser fet membre de la Reial Acadèmia Sueca de Ciències.
El 1836, i el 1841 va ser nomenat director dels Royal Botanic Gardens, Kew, quan va dimitir William Townsend Aiton. Sota la seva direcció el jardins passaren de tenir 10 a 75 acres (4 a 30 Ha), amb un arboretum de 270 acres, s'hi van fer molts hivernacles i un museu d'economia botànica. Va participar en el Synopsis filicum amb John Gilbert Baker quan va patir una infecció de gola que aleshores era epidèmica a Kew. Morí el 1865 i va ser enterrat a St. Anne's Church, Kew.

## Obres

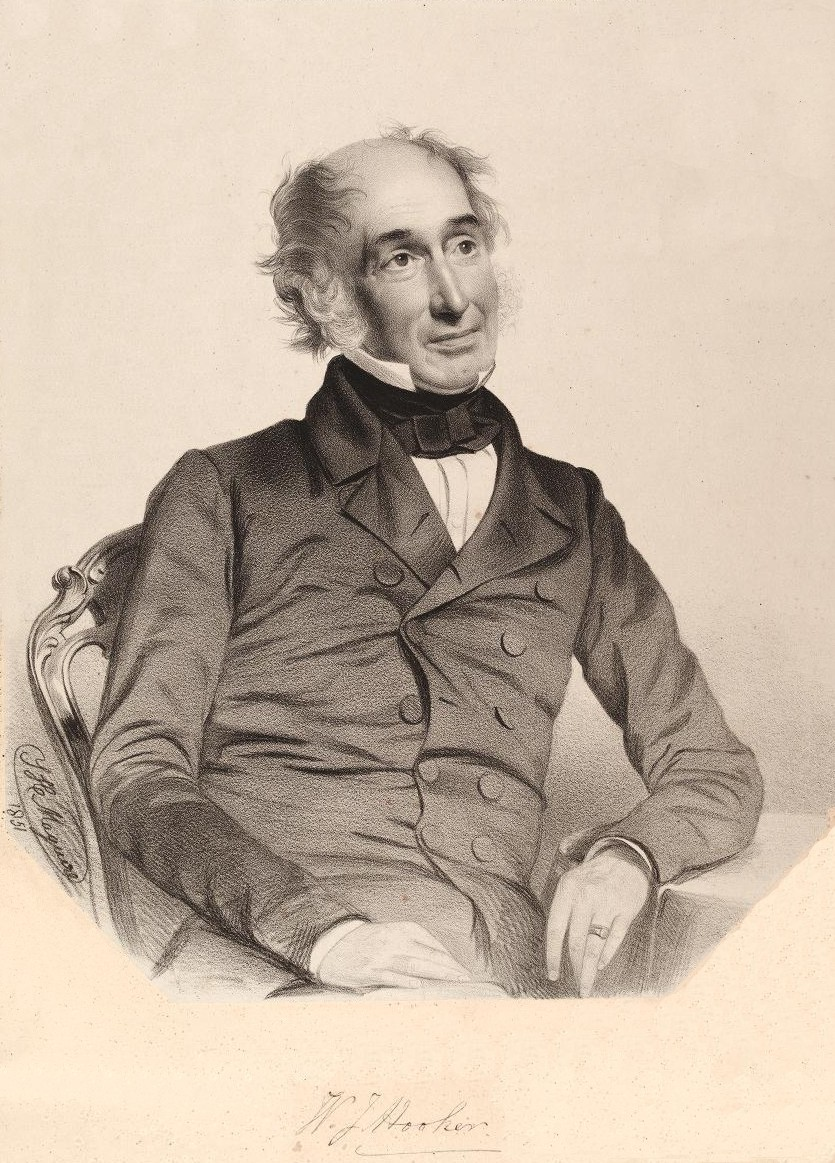
William Jackson Hooker in 1851 per Thomas Herbert Maguire

- Exotic Flora, indicating such of the specimens as are deserving cultivation (3 volums., 1822–1827)
- Account of Sabine's Arctic Plants (1824)
- Catalogue of Plants in the Glasgow Botanic Garden (1825)
- Botany of Parry's Third Voyage (1826)
- Curtis's Botanical Magazine (38 volums., 1827–1865)
- Icones Filicum, in concert with Dr R. K. Greville (que significa "Il·lustracions de falgueres"; 2 vols., 1829–1831)
- British Flora, of which several editions appeared, undertaken with Dr G. A. W. Arnott, &c. (1830)
- British Flora Cryptogamia (1833)
- Characters of Genera from the British Flora (1830)
- Flora Boreali-Americana (2 vols., 1840), being the botany of British North America collected in Sir John Franklin's voyage
- The Journal of Botany (4 vols., 1830–1842)
- Companion to the Botanical Magazine (2 vols., 1835–1836)
- Icones Plantarum (meaning "Illustrations of Plants"; 10 vols., 1837–1854)
- Botany of Beechey's Voyage to the Pacific and Behring's Straits (with Dr Arnott, 1841)[6]
- Genera Filicum (meaning "The Genera of Ferns"; 1842), from the original coloured drawings of F. Bauer, with additions and descriptive letterpress
- The London Journal of Botany (7 vols., 1842–1848)
- Notes on the Botany of the Antarctic Voyage of the Erebus and Terror (1843)
- Species Filicum (meaning "The Species of Ferns"; 5 vols., 1846–1864), the standard work on this subject
- A Century of Orchidaceous Plants (1849)
- Hooker's Journal of Botany and Kew Garden Miscellany (9 vols., 1849–1857)
- Niger Flora (1849)
- Victoria Regia (1851)
- A Century of Ferns (1854)
- Museums of Economic Botany at Kew (1855)
- Filices Exoticae (meaning "Exotic Ferns"; 1857–1859)
- The British Ferns (1861–1862)
- A Second Century of Ferns (1860–1861).